# Gunderit (capitost gèpida)
Gunderit va ser un líder gèpida de finals del segle v i començament del segle vi. D'ell només sabem que va formar, a inicis del segle VI, una aliança amb el rei gèpida de Sírmium, Traseric. Segurament aquesta aliança es va produir degut al temor del creixent poder dels ostrogots de Teodoric I (r. 474-526).